# Martín Maldonado
Martín Benjamín Maldonado Valdés (Naguabo, 16 agosto 1986) è un giocatore di baseball portoricano, ricevitore per gli Houston Astros della Major League Baseball (MLB).

## Carriera
Maldonado fu scelto dagli Anaheim Angels nel 27º giro del draft 2004, venendo svincolato dopo la stagione 2006 senza mai scendere in campo con la prima squadra. L'anno successivo firmò con i Milwaukee Brewers con cui debuttò nella MLB il 3 settembre 2011 al Minute Maid Park di Houston, contro gli Houston Astros. Durante l'intera stagione disputò solamente 3 partite. L'anno seguente salì a 78 presenze. Il 31 maggio 2015 Maldonado fu il ricevitore in una partita contro gli Arizona Diamondbacks che durò 17 inning e che si decise con un suo fuoricampo nella parte bassa dell'ultima ripresa.
Il 13 dicembre 2016, i Brewers  scambiarono Maldonado e Drew Gagnon con i Los Angeles Angels per Jett Bandy. Nella prima stagione con la nuova squadra fu il ricevitore primario del club, disputando 138 gare e venendo premiato con il suo primo Guanto d'oro per le sue prestazioni a livello difensivo.
Il 26 luglio 2018, gli Angels scambiarono Maldonado con gli Houston Astros, in cambio del prospetto lanciatore Patrick Sandoval e un conguaglio in denaro. L'11 marzo 2019 firmò un contratto di un anno del valore di 2.5 milioni con i Kansas City Royals. Pochi giorni prima i Royals appresero che l'infortunio del ricevitore Salvador Pérez, l'avrebbe tenuto lontano dal campo per l'intera stagione 2019.
Il 15 luglio, i Royals scambiarono Maldonado con i Chicago Cubs in cambio del lanciatore Mike Montgomery. Il 31 luglio, i Cubs scambiarono Maldonado con gli Houston Astros per l'esterno Tony Kemp.

## Palmarès

### Individuale
- Guanti d'oro: 1

2017
- Defensive Players of the Year Award: 1

2017

### Nazionale
- World Baseball Classic:  Medaglia d'Argento

Team Porto Rico: 2013